# The Dark, the Light, the Grey and the Colorful
The Dark, the Light, the Grey and the Colorful ist ein Jazzalbum von JD Allen. Die am 7. Januar 2024 im Studio Samurai Hotel, New York City, entstandenen Aufnahmen erschienen am 4. Oktober 2024 auf dem Label Savant.

## Hintergrund
JD Allens Trio mit dem Bassisten Gregg August und dem Schlagzeuger Rudy Royston spielte (auf Alben wie Victory!, Americana: Musings on Jazz and Blues und Americana Vol. 2) kurze, bluesige, eingängige Melodien, notierte Phil Freeman; seine Saxophonsoli standen in der Tradition von John Coltrane, Sonny Rollins und Dexter Gordon. Doch dann begann er sein Feld auszuweiten; er gründete mit dem Bassisten Ian Kenselaar und dem Schlagzeuger Nic Cacioppo ein neues, viel freier agierendes Trio, zu hören auf Barracoon (2019) und Toys/Die Dreaming (2020). Des Weiteren spielte er ein Soloalbum (Queen City) und ein Album mit dem Einsatz von Elektronik ein.
Auf The Dark, the Light, the Grey and the Colorful hat Allen aus seinen alten und neuen Trio ein Zwei-Bass-Quartett mit August, Kenselaar und Cacioppo zusammengestellt; jeder Bassist wechselt von akustisch zu elektrisch und setzt manchmal einen Ringmodulator für elektronische Effekte ein.

## Titelliste
- JD Allen: The Dark, the Light, the Grey and the Colorful (Savant SCD 2217)[1]

1. Time (Dilation) 2:20
2. Know Thorn 4:20
3. Cutting (Room B) 5:17
4. Know Rose 4:24
5. Cutting (Room A) 3:02
6. Vuja De 4:21
7. Happiness (Held Is a Seed) 5:02
8. Petite Suite 4:56
9. Code (Switch) 3:15
10. Déjà Vu 3:23
11. Happiness (Shared Is a Flower) 4:26
12. If They Holler Let Them Go 5:07

Die Kompositionen stammen von JD Allen.

## Rezeption
The Dark, the Light, the Grey and the Colorful sei eines der bisher aufschlussreichsten Alben des Saxophonisten, schrieb Phil Freeman (Ugly Beauty/Stereogum). Die beiden Bassisten würden sich unabhängig voneinander bewegen, Cacioppo spiele Rubato und Allen selbst sei tief in seinen Gedanken versunken. Dies schaffe eine 50-minütige anhaltende Stimmung, wobei jeder Titel ein Teil des Ganzen ist.
Der Tenorsaxophonist JD Allen habe eine Karriere aufgebaut, indem er einen Ton kreiert, der an das Löwengebrüll von Ben Webster erinnere, meinte George W. Harris (Jazz Weekly). Dieses Mal habe er sein Spiel ein wenig gestrafft und auf „seinen inneren Dexter Gordon“ zurückgegriffen, mit mehr Biss auf diesem spartanisch angelegten Album. In einer Besetzung wie dieser würde es viel Raum für Emotionen geben, und Allen treffe die lang [gestreckten] Töne in „Time“ und die leisen und dunklen Töne in „Cutting“, während er bei „Know Thorn“ unzusammenhängend agiere. Cacioppo und August bzw. Kenselaar würden eine fast Ambient-hafte Unterstützung für diese Weckrufe schaffen, mit geschickten Besenspiel in  „Happiness“ und einer gestrichenen Klage in „Know Rose“.